# Zygmunt Madaliński
Zygmunt Madaliński herbu Laryssa (zm. przed 1690 rokiem) – pisarz wieluński w latach 1664-1685.
Był elektorem Michała Korybuta Wiśniowieckiego z ziemi wieluńskiej w 1669 roku.